# Linda McCartney
Linda Louise McCartney, Lady McCartney (nhũ danh Eastman, sinh ngày 24 tháng 9 năm 1941, mất ngày 17 tháng 4 năm 1998), là một nhiếp ảnh gia, nhạc sĩ và nhà bảo vệ quyền động vật.
Năm 1969, cô cưới thành viên của ban nhạc The Beatles, Paul McCartney, rồi sau đó cùng thành lập ra ban nhạc Wings (1971). Họ có với nhau 3 người con: Mary Anna, Stella Nina, và James Louis. Năm 1997, Linda trở thành Lady McCartney sau khi Paul được phong tước Hiệp sĩ từ Hoàng gia Anh.
Linda từng viết khá nhiều sách hướng dẫn ăn chay, trở thành một doanh nhân với công ty thực phẩm Linda McCartney Foods, và là một nhiếp ảnh gia chuyên nghiệp. Cô từng viết cuốn sách Linda McCartney's Sixties: Portrait of an Era. Gia đình McCartney phát hiện cô bị mắc bệnh ung thư vú vào năm 1995. Linda qua đời 3 năm sau đó ở tuổi 56 tại trang trại của gia đình ở Tucson, Arizona, Mỹ.

## Tuổi trẻ
Linda Louise Eastman là con gái thứ 2 trong số 4 người con của một gia đình người Mỹ gốc Do Thái ở New York. Cô có một người anh trai (John, 1939), và 2 người em gái (Laura, 1947 và Louise Jr, 1950). Cô lớn lên ở vùng Scarsdale, quận Westchester, New York và tốt nghiệp trường trung học Scarsdale vào năm 1959. Cha của Linda là một người nhập cư người Nga gốc Do Thái. Ông đổi tên mình từ Leopold Vail Epstein thành Lee Eastman, nhưng ông không hề có chút liên quan tới George Eastman nổi tiếng – người sáng lập ra hãng máy ảnh Eastman Kodak. Là luật sư của nhạc sĩ Jack Lawrence, ông có nhờ Jack viết cho mình, khi Jack còn trong quân ngũ, ca khúc "Linda" để tặng cô con gái 1 tuổi. Ca khúc được phát hành năm 1946, và tới năm 1947 được Buddy Clark thu âm. John Eastman sau này trở thành luật sư và người đại diện của Paul McCartney thông qua sự giới thiệu của chính Lee Eastman.
Mẹ của Linda, Louise Sara Lindner Eastman, là con gái của Max J. Lindner – người sáng lập ra hãng quần áo Lindner Company ở Cleveland, Ohio. Bà qua đời trong một tai nạn máy bay ở Queens, New York vào năm 1962. McCartney sau này có nói rằng Linda không thích đi máy bay vì mẹ cô đã mất vì lý do đó. Linda đăng ký học mỹ thuật ở Trường đại học Arizona. Ngày 18 tháng 6 năm 1962, cô cưới Joseph Melville See Jr., người bạn cùng trường đại học. Ngày 31 tháng 12 năm 1962, họ có người con gái đầu lòng được đặt tên là Heather Louise. Hai người ly dị vào tháng 6 năm 1965. McCartney nói về See là "một người đàn ông tốt, một nhà địa chất học, một Ernest Hemingway." See tự tử bằng súng lục vào ngày 19 tháng 3 năm 2000 tại nhà riêng ở Tucson.

## Nhiếp ảnh gia
Linda bắt đầu nghề báo với vai trò người đi ghi chép cho tờ Town & Country, cùng lúc làm nhiếp ảnh gia không chính thức trên tàu SS Sea Panther trên sông Huber. Tại đó, cô có tham gia ghi hình cho nhóm The Rolling Stones. Dù rằng trước đó cô từng tham gia vào khóa chụp ảnh với sự hướng dẫn của Hazel Archer, cô vẫn đăng ký học chụp ảnh tại Fillmore East và chấp nhận trở thành người của công chúng. Nhờ đó, cô đã có nhiều bức ảnh về những thần tượng của mình, như Aretha Franklin, Grace Slick, Jimi Hendrix, Bob Dylan, Janis Joplin, Eric Clapton, Simon & Garfunkel, The Who, The Doors, The Animals, John Lennon, và Neil Young. Bức ảnh cô chụp Young vào năm 1967 trở thành ảnh bìa của tờ Sugar Mountain: Live at Canterbury House 1968 vào năm 2008.
Sau khi chụp ảnh Eric Clapton cho tờ Rolling Stone, Linda trở thành người phụ nữ đầu tiên có bức ảnh làm bìa tạp chí này (số ngày 11 tháng 5 năm 1968). Cô và McCartney cũng xuất hiện cùng nhau trên trang bìa tờ báo này vào ngày 31 tháng 1 năm 1974: Linda trở thành người duy nhất xuất hiện trên bìa tờ Rolling Stone trong cả hai vai trò vừa là nhiếp ảnh gia và người mẫu. Những bức ảnh của cô được triển lãm tại hơn 50 phòng tranh trên toàn thế giới, trong đó có cả bảo tàng Victoria and Albert Museum danh giá. Cuốn sách sưu tập ảnh của cô, Linda McCartney's Sixties: Portrait of an Era, được phát hành vào năm 1993. Linda cũng là người chụp ảnh cho đĩa đơn của McCartney và Michael Jackson, "The Girl Is Mine".

## Lập gia đình với McCartney

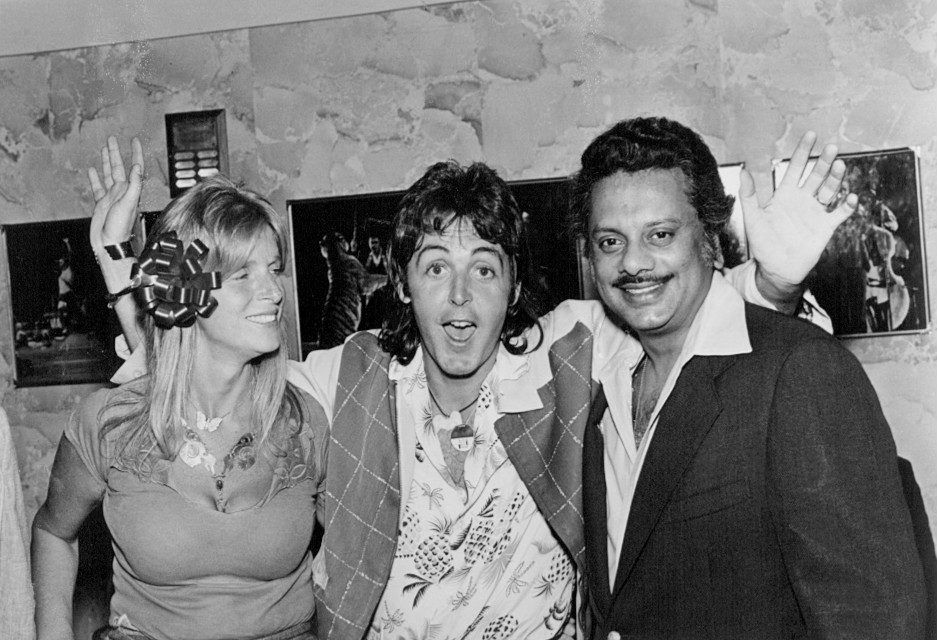
Linda, Paul McCartney & Bhaskar Menon năm 1976

Ngày 15 tháng 5 năm 1967, Linda gặp Paul McCartney tại nhà hát Georgie Fame tại thủ đô London. Cô khi đó là thành viên phụ trách chụp ảnh cho nhóm nghệ sĩ "Swinging Sixties". Sau đó, cả hai cùng nhau tới Speakeasy Club ở phố Magaret để gặp Procol Harum. Họ gặp lại nhau chỉ 4 ngày sau tại bữa tiệc mừng thành công của album Sgt. Pepper's Lonely Hearts Club Band tại nhà của Brian Epstein ở Belgravia. Sau khi hoàn thành công việc, Linda liền bay trở về New York. Tháng 5 năm 1968, họ lại gặp nhau khi John Lennon và Paul McCartney có buổi họp báo tuyên bố thể lệ thành lập công ty của The Beatles, Apple Corps. Tới tháng 9, Paul gọi điện hỏi liệu Linda có thể bay tới London. Chỉ 6 tháng sau, họ tổ chức một đám cưới khá giản dị tại tòa thị chính Marylebone ngày 12 tháng 3 năm 1969 (khi đó Linda đã mang bầu 4 tháng con gái Mary).
Sau khi sinh James McCartney (1977), Linda nói rằng có bốn con với cô là quá đủ. Cô trở thành Lady McCartney khi Paul được phong tước Hiệp sĩ vào năm 1997. Anh trai của cô, John Eastman, là người đại diện của Paul kể từ sau khi The Beatles tan rã. McCartney có tổng cộng 8 người cháu, song tất cả đều ra đời sau cái chết của Linda.

### Âm nhạc
Sau khi The Beatles tan rã vào năm 1970, Paul dành cho Linda chơi keyboards trong album song ca Ram. Sau đó, anh quyết định đưa Linda làm thành viên ban nhạc của mình, Wings. Ban nhạc giành được vài giải Grammy, trở thành một trong những ban nhạc thành công nhất thập niên 70, dù có vài vấn đề về giọng hát của Linda. Chính cô sau này cũng thừa nhận rằng chất giọng của mình đã từng làm gánh nặng cho ban nhạc vào những ngày đầu tiên.
Năm 1977, ca khúc reggae "Seaside Woman" của Linda (ký dưới tên Suzy and the Red Stripes) được phát hành bởi Epic Records ở Mỹ. Suzy and the Red Stripes thực tế chính là Wings với Linda hát chính. Ca khúc được thu âm từ năm 1972, song có vài vấn đề pháp lý với Northern Songs khi mà Maclen Music cảnh cáo Paul vi phạm hợp đồng trong quá trình thực hiện ca khúc "Another Day" do chia sẻ 50% lợi nhuận với công ty MPL Communications của chính McCartney.
Gia đình McCartney cùng có giải Oscar cho ca khúc "Live and Let Die" cho bộ phim cùng tên. Năm 1998, album của Linda Wide Prairie được phát hành bởi Paul và kỹ thuật viên của The Beatles, Geoff Emerick. Cùng với 8 nhạc sĩ khác, Geoff cũng tham gia vào các album sau đó của Paul: A Garland for Linda và Ecce Cor Meum. Tháng 1 năm 1999, đĩa đơn "The Light Comes From Within" của album Wide Prairie bị cấm phát sóng trên BBC và toàn nước Anh vì ca từ cho rằng không phù hợp với trẻ em.

### Danh sách đĩa nhạc
Paul và Linda McCartney
- Ram (1971)

Wings
- Wild Life (1971)
- Red Rose Speedway (1973)
- Band on the Run (1973)
- Venus and Mars (1975)
- Wings at the Speed of Sound (1976)
- Wings Over America (1976)
- London Town (1978)
- Back to the Egg (1979)

Suzy and the Red Stripes
- "Seaside Woman" (thu âm 1972–1974, phát hành tại Anh năm 1979 và tại Mỹ năm 1977)

Solo
- Wide Prairie (1998)

Cộng tác
- Paul McCartney – McCartney (1970)
- Denny Laine – Holly Days (1977)
- Denny Laine – Japanese Tears (1980)
- Paul McCartney – Tug of War (1982)
- Paul McCartney – Pipes of Peace (1983)
- Paul McCartney – Give My Regards to Broad Street (1984)
- Paul McCartney – Press to Play (1986)
- Paul McCartney – Flowers in the Dirt (1989)
- Paul McCartney – Flaming Pie (1997)

## Đời sống cá nhân
Linda cùng Paul trở thành những người ăn chay từ năm 1975. Cô viết cuốn sách về kinh nghiệm ăn chay, Linda McCartney’s Home Cooking (viết cùng Peter Cox, 1989), và Linda’s Kitchen and Simple and Inspiring Recipes for Meatless Meals. Cô giải thích không muốn "ăn bất kể thứ gì có mặt mũi... Nếu mọi lò mỏ đều có những bức tường bằng kính thì cả thế giới này sẽ đều ăn chay." Từ đó, nhà McCartney trở thành những người bảo vệ quyền động vật. Năm 1991, cô thành lập một công ty bảo quản rau quả tươi sạch có tên Linda McCartney Foods. H. J. Heinz Company đã bảo trợ công ty này vào tháng 3 năm 2000, và tới năm 2007, nó được mua lại bởi Hain Celestial Group.
Trong vai trò người bảo vệ quyền động vật, Linda là người tích cực hoạt động cho nhiều tổ chức, trong đó có PETA (People for the Ethical Treatment of Animals), cũng như The Council for the Protection of Rural England, và Friends of the Earth. Cô cũng ủng hộ League Against Cruel Sports. Trong một chương trình của PETA, Linda từng nói: "Bạn đã bao giờ thấy một con cá không thể thở được khi bạn mang nó lên từ mặt nước? Nó nói, "Ôi thật may là bạn đã giết tôi. Thật tuyệt vời!" Không đúng! Thực sự cảm giác đó rất đớn." Sau khi cô qua đời, PETA đã thành lập một giải thưởng mang tên Linda McCartney.
Năm 1984, Linda bị bắt ở đảo Barbados vì mang cần sa trong hành lý. Trước đó, chồng cô từng bị bắt ở Los Angeles vì hành vi tương tự vào năm 1975. Sau khi bị dẫn độ tới sân bay London Heathrow, cô được tại ngoại. Linda sau này có nói rằng chất kích thích loại nặng thì thật kinh tởm, song cần sa chỉ là một "loại nhẹ ký".

## Cái chết

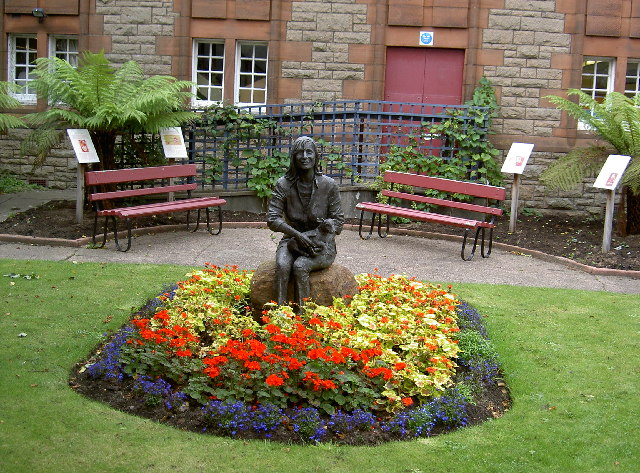
Tượng Linda bằng đồng ở khu vườn tưởng niệm Linda McCartney Memorial Garden

Năm 1995, Linda được chẩn đoán ung thư vú đã di căn vào gan. Paul nói những lời cuối về cô: "Em thật đẹp trên chú ngựa Appaloosa. Đó là một ngày mùa xuân, và chúng ta đi dạo trong rừng. Những cây chuông xanh đã nở hoa, và bầu trời thì xanh ngắt." Linda qua đời ngày 12 tháng 4 năm 1998 tại nhà riêng của mình ở Tucson, Arizona. Cô được hỏa thiêu và tro của cô được rải trong trang trại của McCartney ở Sussex. Paul nói với người hâm mộ rằng hãy nhớ tới Linda bằng việc tích cực ủng hộ nghiên cứu chống ung thư vú song không bằng cách thí nghiệm trên động vật. Một lễ truy điệu nhỏ cho Linda được tổ chức ở St. Martin-in-the-Fields ở London với sự có mặt của 700 khách mời trong đó có George Harrison, Ringo Starr, Elton John và Peter Gabriel. Một lễ truy điệu khác được tổ chức ở Riverside Church, Manhattan 2 tháng sau cái chết của cô.
Nói về việc điều trị chống ung thư của Linda, Paul phát biểu: "Nếu thuốc được chỉ định dùng cho con người thì thực ra nó đã được hợp pháp hóa qua việc thí nghiệm với động vật... Thật khó khăn cho Linda khi cô ấy hiểu điều đó trong suốt quá trình điều trị." Anh cũng nói rằng chưa bao giờ anh chắc chắn liệu thuốc Linda dùng đã từng bị thí nghiệm trên động vật chưa: "Trong suốt thời gian đó, một câu trả lời tốt là khi bác sĩ nói "Ok, nó chưa từng được thử trên động vật" và người ta buộc phải biết tin lời của họ." Linda nhượng lại toàn bộ tài sản cá nhân cho chồng qua một quỹ tín dụng có tên Qualified Domestic Trust. Qua đó, Paul có được quyền sở hữu của mọi sách, thu âm, quyên góp, hay quyền lợi tài chính từ sự nghiệp nhiếp ảnh của vợ mình. Paul cũng khẳng định sẽ tiếp tục việc ăn chay của mình, cùng với đó là ủng hộ việc sản xuất thực phẩm qua công nghệ sinh học.
Bộ phim hoạt hình Wide Prairie của đạo diễn Oscar Grillo được công chiếu tại Liên hoan phim quốc tế Edinburg vào ngày 19 tháng 8 năm 1998. Bộ phim được trình chiếu trước bộ phim The Horse Whisperer của ngôi sao Robert Redford. Ngày 10 tháng 4 năm 1999, McCartney tổ chức "Concert for Linda" ở Royal Albert Hall với sự tham gia của George Michael, The Pretenders, Elvis Costello và Tom Jones. Tháng 1 năm 2000, ông quyên góp tới 2 triệu USD cho Trung tâm nghiên cứu ung thư Sloan-Kettering ở New York và Trung tâm nghiên cứu ung thư ở Tucson. Năm 2000, trung tâm nghiên cứu ung thư của đại học Y Liverpool được mang tên Linda McCartney. Tháng 11 năm 2002, quỹ Linda McCartney Kintyre Memorial Trust mở một khu vườn tưởng niệm ở Campbeltown – thị trấn của tỉnh Kintyre – với bức tượng Linda tạc bởi Jane Robbins, anh họ của McCartney.

## Lên màn ảnh
Cả Linda lẫn Paul cùng xuất hiện trong chương trình Bread vào năm 1988, và tập phim "Lisa the Vegetarian" trong serie phim hoạt hình The Simpsons vào năm 1995. Sau cái chết của cô, tập phim thứ 200 của The Simpsons có tên "Trash of the Titans", phát sóng ngày 26 tháng 4 năm 1998, được dành để tri ân Linda. Nhà sản xuất Mike Scully nói: "Đó là một điều đáng phải làm. Mọi người đều cảm thấy bất ngờ và buồn bã trước sự ra đi của cô ấy."
Elizabeth Mitchell và Gary Bakewell vào vai gia đình McCartney trong bộ phim truyền hình năm 2000 có tên The Linda McCartney Story. Cô cũng xuất hiện trong vai "Linda Eastman" trong bộ phim truyền hình năm 1985 John and Yoko: A Love Story.